# Synopeas rufipes
Synopeas rufipes är en stekelart som först beskrevs av William Harris Ashmead 1894.  Synopeas rufipes ingår i släktet Synopeas och familjen gallmyggesteklar. Inga underarter finns listade i Catalogue of Life.